# 3049 Kuzbass
3049 Kuzbass eller 1968 FH är en asteroid i huvudbältet som upptäcktes den 28 mars 1968 av den ryska astronomen Tamara Smirnova vid Krims astrofysiska observatorium på Krim. Den har fått sitt namn efter ett område i Kemerovo oblast.
Asteroiden har en diameter på ungefär 19 kilometer och den tillhör asteroidgruppen Themis.